# 熙篤會的拉道夫
拉道夫（Radulphe, 或拼成Radulph, Rodolphe等），是法国僧侣，在第二次十字軍東征中鼓吹「內部十字軍」。

## 第二次十字軍東征
第二次十字军东征（1145–1149）期间，拉道夫未经上级许可，离开法国修道院，前往莱茵蘭，宣傳“犹太人是基督教的敌人，需要屠殺猶太人”。 在科隆、施派尔等地，猶太人遭到迫害與強迫改宗。一些主教试图保护犹太人。科隆大主教Arnold I允許猶太人武裝，並給予一座城堡作为避难所；十字军没有攻击城堡，但杀死了任何落入手中的未改宗犹太人。 美因茨大主教Henry I亦試圖保護遭迫害的犹太人，但未果。 
隨著事態的擴大，大主教们向熙篤會的伯爾纳鐸申訴；伯纳納鐸强烈谴责拉道夫，并要求停止对犹太人的暴力行为。 拉道夫继续排猶运动时，伯爾纳鐸亲自来到德意志 ， “强烈抗议拉道夫的非基督教行为”  ，并强迫拉道夫返回修道院。 
1147 年，维尔茨堡，发现了一具基督徒的残缺尸体；基督徒指控犹太人犯有这一罪行，并无视主教Emicho von Leiningen的抗议，袭击犹太人，造成至少20人的伤亡；主教将死者埋葬在他的花园里。 
拉道夫的想法——“在歐洲内部发动十字军东征”，从德意志传回了法蘭西。卡朗唐、Rameru和Sully等地，猶太人遭到屠杀。   在波希米亚，150名犹太人被十字军杀害。高峰过去后，当地的基督教神职人员尽其所能帮助倖存犹太人，遭強迫改宗的猶太人得恢復信仰，不必遭受叛教的惩罚。 